# Triratna

El Triratna (en pali: ti-ratana o ratana-ttaya; en sánscrito: tri-ratna o ratna-traya) es un símbolo budista, que representa visualmente las Tres Joyas del budismo (el Buda, el Dhamma, la Sangha).

## Símbolo
El símbolo Triratna se muestra como:
- Una flor de loto dentro de un círculo.
- Una varilla de diamante, o vajra.
- Un Gankyil.
- Un tridente, o trishula, con tres ramas, que representa las tres joyas del budismo: Buda, el Dharma y la Sangha.

En las representaciones de la huella de Buda, el Triratna suele estar también coronado por la rueda del Dharma.
El Triratna se puede encontrar en esculturas de friso en Sanchi como el símbolo que corona un estandarte (siglo II a. C.), como un símbolo del Buda colocado en el trono de Buda (siglo II a. C.), como un símbolo decorativo de coronación en las puertas posteriores en la estupa en Sanchi (siglo II d. C.), o, muy a menudo, en la huella de Buda (a partir del siglo I d. C.).
El triratna se puede reforzar aún más al coronarse con tres ruedas de dharma (una para cada una de las tres joyas del budismo: el Buda, el Dhamma y la Sangha).
El símbolo triratna también es llamado nandipada, o «pezuña de toro», por los hindúes.

### Monedas
Varios ejemplos del símbolo triratna aparecen en monedas históricas de reinos budistas en el subcontinente indio. Por ejemplo, el triratna aparece en las monedas del siglo I a. C. del Reino de Kuninda en el norte de Punyab. También aparece en las representaciones de estupas, en algunas las monedas de Abdagases I del Indo-Reino del siglo I EC y en las monedas del Imperio kushán, como las acuñadas por Vima Kadphises, también del siglo I.

## Ejemplos de Triratna

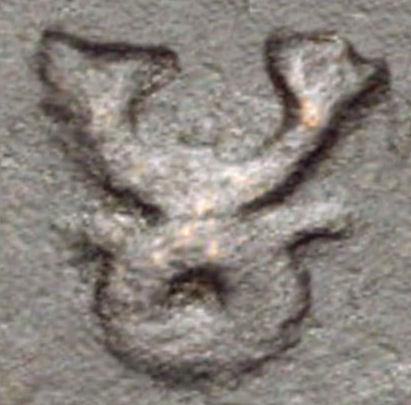
Triratna on a Taxila coin, 185-168 BCE (detail).
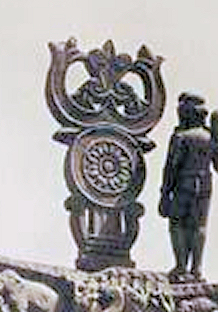
The compound Buddhist symbols: Shrivatsa within a triratana, over a Dharmacakra wheel, on the Torana gate at Sanchi. 1st century BCE.
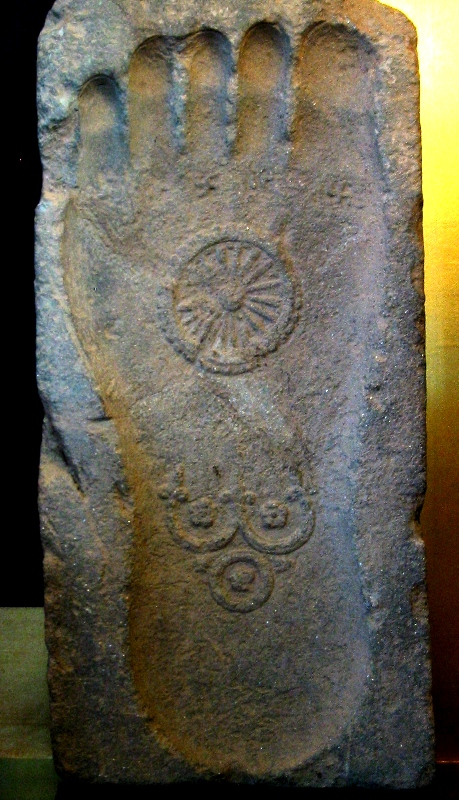
The Triratna or "Three Jewels" symbol, on a Buddha footprint (bottom symbol, the top symbol being a dharmachakra). 1st century CE, Gandhara.
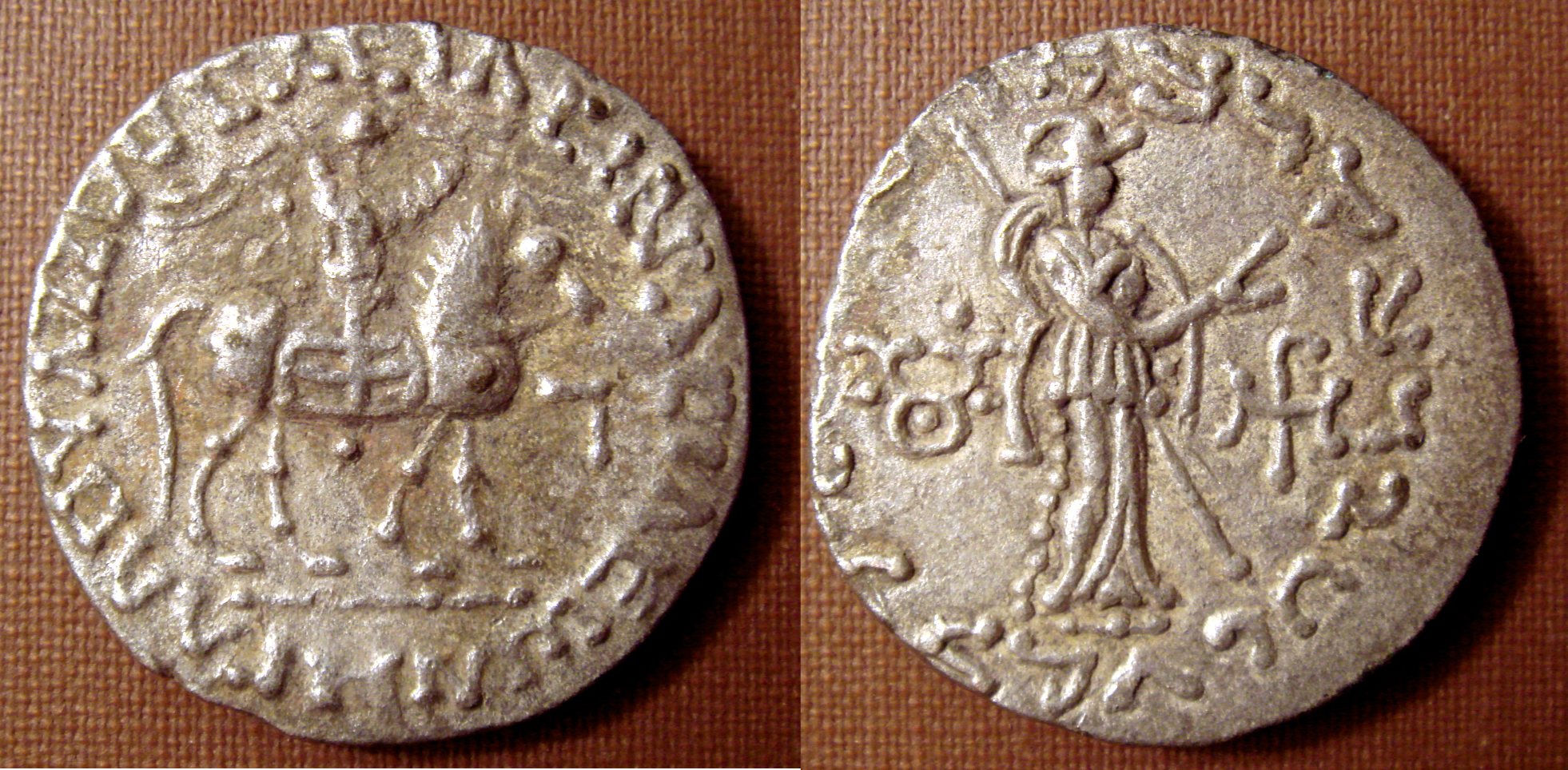
Triratna symbol on the reverse (left field) of a coin of the Indo-Scythian king Azes II (r.c. 35-12 BCE).
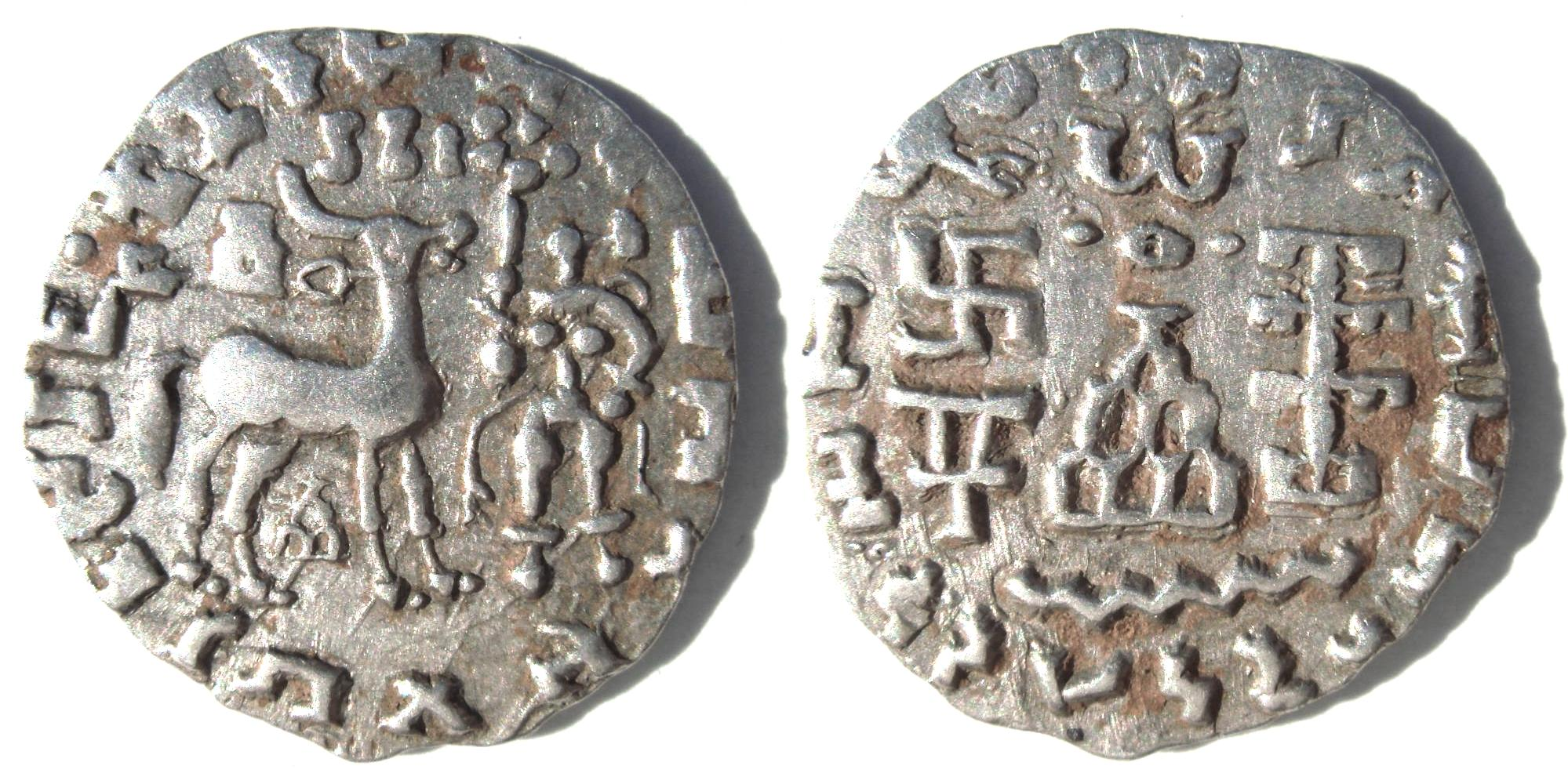
2nd century BCE coin of the Kunindas, incorporating on the reverse the Buddhist triratna symbol on top of a stupa.
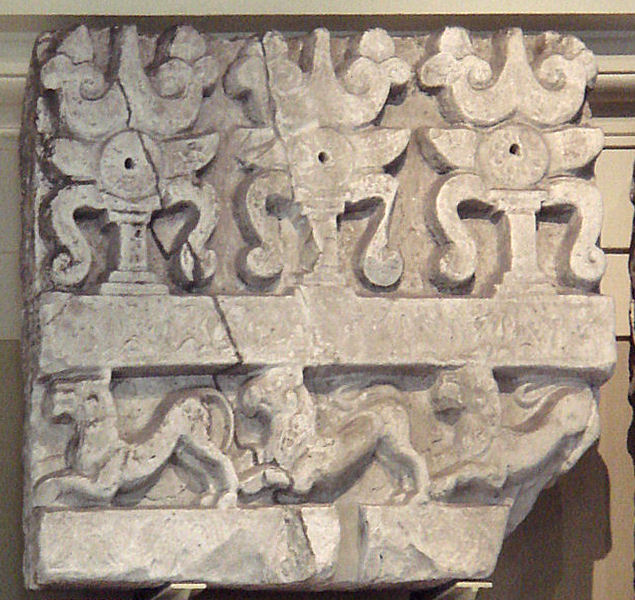
Amaravati Triratna symbols.
Symbol of the Three Jewels